# Неккхамма
Неккхамма (санскр. naiṣkramya, नैष्काम्य, пали nekkhamma) — это палийское слово, обычно переводимое как «отречение», «удовольствие отречения», «отказ от мира и ведение святой жизни» или «свобода от похоти, страстей и желаний». В буддийском Благородном восьмеричном пути неккхамма  составляет первую практику, связанную с правильным намерением. В Тхераваде в списке десяти действий, ведущих к освобождению, неккхамма является третьей практикой «совершенства». Неккхамма подразумевает непривязанность.

## В палийской литературе

### Отречение как правильное намерение
В палийском каноне, в Дведхавитакка-сутте МН 19 Будда, описывая свою жизнь в качестве непросветлённого бодхисаттвы, разделил свои мысли на те, которые вызывают страдания, препятствуют мудрости, создают сложности и уводят от ниббаны, с одной стороны, и те, которые имеют противоположный эффект. К первой категории он отнёс мысли, пронизанные чувственностью, злобой и недоброжелательностью; ко второй — мысли об отречении, доброжелательности и непричинении вреда:
Монахи, то, над чем монах постоянно размышляет и обдумывает – это и становится направленностью его ума. Если он постоянно размышляет и обдумывает мысли об отречении, то он отбросил мысль, [вызванную] чувственным желанием, чтобы взрастить мысль об отречении, и тогда его ум склоняется к мыслям об отречении. Если он постоянно размышляет и обдумывает мысли о не-недоброжелательности… мысли о непричинении вреда, то он отбросил мысль о причинении вреда, чтобы взрастить мысль о непричинении вреда, и тогда его ум склоняется к мыслям о непричинении вреда.
Эти последние три вида мыслей, отречение, отсутствие злой воли и непричинение вреда, составляют традиционное троичное определение понятия «правильного намерения» Благородного восьмеричного пути (пали sammā-saṅkappa; санскр. samyak-saṃkalpa). Относительно каждого из первых трёх типов содержания мысли, чувственности, злой воли и причинения вреда, Будда утверждал:
Каждый раз, как мысль, [вызванная] чувственным желанием (недоброжелательная мысль, мысль о причинении вреда) возникала во мне, я отбрасывал её, устранял её, уничтожал её.

### Отречение против чувственности
В другой сутте канона Будда противопоставляет стремление к размышлениям, касающимися чувственности (кама), и мысли об отречении (неккхамма): 
Вот, когда монах обращает внимание на чувственные удовольствия, его ум не устремляется к этому, не становится успокоенным [ими], утверждённым и сфокусированным на них. Но когда он обращает внимание на отречение, его ум устремляется к этому, становится успокоенным [им], утверждённым и сфокусированным на нём. Его ум является хорошо отступившим, хорошо развитым, хорошо взошедшим, хорошо освобождённым, хорошо отсоединённым от чувственных удовольствий. И он свободен от этих беспокоящих и тревожащих пятен, что возникают, имея своим условием чувственные удовольствия. Он не чувствует этого вида чувства. Вот что объявлено спасением от чувственных удовольствий.

### Отречение как практика бодхисатты
Как говорилось выше Будда объявляет отречение частью своего пути к пробуждению. В « Буддхавамсе», джатаках и экзегетической литературе отречение составляет третью из десяти практик «совершенства» (пали pāramī). 

## Современное толкование

### Польза отречения
Бхикку Бодхи подробно описывает различные преимущества буддийского отречения. Он пишет, что созерцание дуккхи, присущей желанию, — это один из способов склонить ум к отречению. Другим способом является созерцание выгод, которые даёт отречение. Переход от желания к отречению — это не переход от счастья к горю, от изобилия к нужде, а переход от грубых, запутывающих удовольствий к возвышенному счастью и миру, от состояния служения к состоянию самообладания. Желание в конечном итоге порождает страх и печаль, а отречение даёт бесстрашие и радость. Оно способствует выполнению всех трёх стадий тройной тренировки: очищает поведение, помогает концентрации и питает семя мудрости. Фактически весь курс практики от начала до конца можно рассматривать как развивающийся процесс отречения, достигающий высшей точки в ниббане, как конечной стадии «отказа от всех основ существования» (пали sabb'upadhipatinissagga).